# Asterosteus
Genre
Espèce
Asterosteus  est un genre éteint de placodermes rhénanides primitifs datant de l'Eifelien il y a environ entre 393 et 387 Ma (millions d'années). Son unique espèce est Asterosteus stenocephalus.

## Description
Son corps, comme ceux de tous les rhénanides, était aplati comme celui d'une raie.